# Icelia guagliumii
Icelia guagliumii är en tvåvingeart som beskrevs av Guimaraes 1976. Icelia guagliumii ingår i släktet Icelia och familjen parasitflugor. Inga underarter finns listade i Catalogue of Life.